# Benoît Rousselot
 (avril 2024).
Si vous disposez d'ouvrages ou d'articles de référence ou si vous connaissez des sites web de qualité traitant du thème abordé ici, merci de compléter l'article en donnant les références utiles à sa vérifiabilité et en les liant à la section « Notes et références ».
Pas d'image ? Cliquez ici
Benoît Rousselot est un pilote de rallye automobile français, né le 1er mai 1973 à Laxou (Meurthe-et-Moselle).

## Carrière
Il aborde la compétition automobile par le biais de Jean-Hugues Hazard, un autre pilote lorrain, au Trophée Andros en 1994. Il s'engage en rallye en 1995 avec diverses montures (Escort Groupe N, BMW M3…).
En 1996 et 1997, il poursuit avec une Ford Escort Cosworth Groupe A dans divers rallye nationaux de l'Est et à quelques occasions en Championnat de France. Il signe durant ces deux années ses premiers succès « scratch ». Puis de 1998 à 2000, il roule de manière assidue aux commandes d'une Renault Maxi Megane en Championnat de France des rallyes. Benoît Rousselot y obtient de nombreux podiums sans jamais cependant remporter une manche.
En 2001, après un début de saison mitigé en JWRC, il dispute le Rallye du Touquet en Subaru Impreza WRC. Il s'impose dans cette manche du championnat de France.
En 2002 et 2003, Benoît Rousselot continue de rouler en Subaru Impreza WRC, devenant le pilote officiel de l'importateur français. Il gagne le Championnat asphalte en 2002 et devient vice-champion en 2003.
En 2004, il continue de participer au Championnat de France des rallyes avec une Peugeot 206 WRC de chez BSA. Paradoxe : il se retrouve au côté de son ancien adversaire du Championnat asphalte, Alexandre Bengué, pour contrer la Subaru officielle de Stéphane Sarrazin. Durant cette saison, il confirme sa régularité et remporte le Rallye du Touquet.
Il roule ensuite de manière plus irrégulière, signant quelques probantes apparitions ici et là, se consacrant notamment au Rallye-raid et en particulier au Paris-Dakar.
Benoît Rousselot est le fils de Jacques Rousselot, président du club de football de l'AS Nancy-Lorraine.

## Palmarès
- 1996 : 2 victoires sur des rallyes nationaux, 3e au Critérium des Cévennes (Ford Escort RS Cosworth).
- 1997 : 2 victoires sur des rallyes nationaux, quelques participations en Championnat de France (Ford Escort RS Cosworth).
  - 1998 : 5e du Championnat de France des rallyes sur Renault Maxi Megane.
  - 1999 : 4e du championnat de France des rallyes sur Renault Maxi Megane.
  - 2000 : 3e du championnat de France des rallyes sur Renault Maxi Megane.
- 2001 : victoire au Rallye du Touquet sur Subaru Impreza WRC.
- 2002 : champion de France des rallyes sur Subaru Impreza WRC. 
  - 2003 : vice-champion de France des rallyes sur Subaru Impreza WRC.
  - 2004 : 4e du Championnat de France des rallyes sur Peugeot 206 WRC.
  - 2015 : victoire au Rallye de Lorraine sur Ford Fiesta WRC.